# 西南菅草
西南菅草（学名：Themeda hookeri）为禾本科菅属下的一个种。

## 扩展阅读
- 維基物種上的相關：西南菅草